# Три пори року
«Три пори року» (рос. «Три времени года») — радянський художній фільм-виробнича драма 1965 року, знятий режисером Леоном Сааковим на кіностудії «Мосфільм».

## Сюжет
У Сибіру в районі будівництва нового промислового району комсомольська бригада на чолі з бригадиром Віктором Муромцевим проходить через ліси до сопки «Крутий». Цю сопку необхідно підірвати у найкоротший термін. Тут має бути прокладена дорога до будівництва рудника, заводу та майбутнього міста. Крім подолання природних труднощів цього необжитого краю, молодим робітникам доводиться вести боротьбу з шахраєм виконробом Варнавіним та начальником будівництва Кареліним, що звикли працювати застарілими методами. За підтримки майстра вибухових робіт генерала у відставці Леонова сопка була успішно підірвана і бригада летить на гелікоптері на новий об'єкт.

## У ролях
- Сергій Плотников — Варнавін
- Данило Нетребін — Леонов
- Михайло Кокшенов — Васильок
- Володимир Самойлов — Карелін
- Павло Шпрингфельд — Іван Данилович
- Ельза Леджей — Анна
- Борис Гітін — Братець
- Борис Бітюков — епізод
- Алла Будницька — епізод
- Інна Виходцева — епізод
- Сергій Голованов — епізод
- Валентин Грачов — Кешка
- Геннадій Крашенинников — Ігор
- Юрій Леонідов — епізод
- Дмитро Масанов — епізод
- Ксенія Мініна — епізод
- Валерій Ольшанський — епізод
- Володимир Протасенко — Гена
- Костянтин Тиртов — епізод
- Людмила Цвєткова — епізод
- Анатолій Семенов — Віктор Муромцев
- Герман Колушкін — куманець

## Знімальна група
- Режисер — Леон Сааков
- Сценаристи — Леон Сааков, Микола Фігуровський
- Оператор — Микола Васильков
- Композитор — Оскар Фельцман
- Художник — Микола Маркін